# Nemesia micrantha
Nemesia micrantha är en flenörtsväxtart som beskrevs av William Philip Hiern. Nemesia micrantha ingår i släktet nemesior, och familjen flenörtsväxter. Inga underarter finns listade i Catalogue of Life.